# Конечная p-группа
Группа называется конечной {\displaystyle p}-группой, если она имеет порядок, равный некоторой степени простого числа.

## Основные свойства конечных p-групп
Пусть {\displaystyle P} — конечная {\displaystyle p}-группа, тогда
- P — нильпотентна.
- {\displaystyle |Z(P)|>1}, где {\displaystyle Z(P)} — центр группы P.
- Для любого {\displaystyle 1\leq k<n} в {\displaystyle P} существует нормальная подгруппа порядка {\displaystyle p^{k}}.
- Если {\displaystyle H} нормальна в {\displaystyle P}, то {\displaystyle |H\cap Z(P)|>1}.
- {\displaystyle P'\leq \Phi (P)}.
- {\displaystyle P/\Phi (P)\cong E_{p^{d}}}.

## Некоторые классы конечных p-групп
В данном разделе описаны определения и свойства некоторых классов конечных {\displaystyle p}-групп, которые часто рассматриваются в научной литературе.

### p-группы максимального класса
Конечная {\displaystyle p}-группа порядка {\displaystyle p^{n}} называется группой максимального класса, если её ступень нильпотентности равна {\displaystyle n-1}.
Если {\displaystyle P} — конечная {\displaystyle p}-группа максимального класса, то {\displaystyle P'=\Phi (P)} и {\displaystyle |Z(P)|=p}.
Единственными 2-группами порядка {\displaystyle 2^{n}} максимального класса являются: диэдральная группа {\displaystyle D_{2^{n}}}, обобщённая группа кватернионов {\displaystyle Q_{2^{n}}} и полудиэдральная группа {\displaystyle SD_{2^{n}}}.
В отличие от 2-групп, случай p-групп максимального класса при p>2 значительно более сложен.

### p-центральные p-группы
Конечная {\displaystyle p}-группа называется {\displaystyle p}-центральной, если {\displaystyle \Omega _{1}(P)\leq Z(P)}. Понятие двойственно, в некотором смысле, понятию мощной {\displaystyle p}-группы.

### Мощные p-группы
Конечная {\displaystyle p}-группа называется мощной, если {\displaystyle [P,P]\leq P^{p}} при {\displaystyle p\neq 2} и {\displaystyle [P,P]\leq P^{4}} при {\displaystyle p=2}. Понятие двойственно, в некотором смысле, понятию {\displaystyle p}-центральной {\displaystyle p}-группы.

### Регулярные p-группы
Конечная {\displaystyle p}-группа {\displaystyle P} называется регулярной, если для любых {\displaystyle x,y\in P} выполнено {\displaystyle (xy)^{p}=x^{p}y^{p}c^{p}}, где {\displaystyle c\in P'}. Регулярными будут, например, все абелевы {\displaystyle p}-группы. Группа не являющаяся регулярной, называется нерегулярной.
- Любая подгруппа и факторгруппа регулярной {\displaystyle p}-группы регулярна.
- Конечная {\displaystyle p}-группа регулярна, если любая её подгруппа, порождённая двумя элементами регулярна.
- Конечная {\displaystyle p}-группа порядка не большего {\displaystyle p^{p}} является регулярной.
- Конечная {\displaystyle p}-группа класс нильпотентности которой меньше {\displaystyle p} является регулярной. Также регулярны все группы класса нильпотентности 2 при {\displaystyle p>2}.
- Любая конечная неабелева 2-группа является нерегулярной.

## Конечные p-группы небольших порядков

### Число различныхp{\displaystyle p}-групп порядкаpn{\displaystyle p^{n}}
- Число неизоморфных групп порядка {\displaystyle p} равно 1: группа {\displaystyle C_{p}}.
- Число неизоморфных групп порядка {\displaystyle p^{2}} равно 2: группы {\displaystyle C_{p^{2}}} и {\displaystyle C_{p}\times C_{p}}.
- Число неизоморфных групп порядка {\displaystyle p^{3}} равно 5, из них три абелевы группы: {\displaystyle C_{p^{3}}}, {\displaystyle C_{p^{2}}\times C_{p}}, {\displaystyle C_{p}\times C_{p}\times C_{p}} и две неабелевы: при {\displaystyle p>2} — {\displaystyle E_{p^{3}}^{+}} и {\displaystyle E_{p^{3}}^{-}}; при p = 2 — {\displaystyle D_{4}}, {\displaystyle Q_{8}}.
- Число неизоморфных групп порядка {\displaystyle p^{4}} равно 15 при {\displaystyle p>2}, число групп порядка {\displaystyle 2^{4}} равно 14.
- Число неизоморфных групп порядка {\displaystyle p^{5}} равно {\displaystyle 2p+61+2GCD(p-1,3)+GCD(p-1,4)} при {\displaystyle p\geq 5}. Число групп порядка {\displaystyle 2^{5}} равно 51, число групп порядка {\displaystyle 3^{5}} равно 67.
- Число неизоморфных групп порядка {\displaystyle p^{6}} равно {\displaystyle 3p^{2}+39p+344+24GCD(p-1,3)+11GCD(p-1,4)+2GCD(p-1,5)} при {\displaystyle p\geq 5}. Число групп порядка {\displaystyle 2^{6}} равно 267, число групп порядка {\displaystyle 3^{6}} равно 504.
- Число неизоморфных групп порядка {\displaystyle p^{7}} равно {\displaystyle 3p^{5}+12p^{4}+44p^{3}+170p^{2}+707p+2455+(4p^{2}+44p+291)GCD(p-1,3)+(p^{2}+19p+135)GCD(p-1,4)+(3p+31)GCD(p-1,5)+4GCD(p-1,7)+5GCD(p-1,8)+GCD(p-1,9)} при {\displaystyle p>5}. Число групп порядка {\displaystyle 2^{7}} равно 2328, число групп порядка {\displaystyle 3^{7}} равно 9310, число групп порядка {\displaystyle 5^{7}} равно 34297.

### p-группы порядкаpn{\displaystyle p^{n}}, асимптотика
При {\displaystyle n\rightarrow \infty } число неизоморфных групп порядка {\displaystyle p^{n}} асимптотически равно {\displaystyle p^{(2/27+O(n^{-1/3}))n^{3}}}.

## Знаменитые проблемы теории конечных p-групп

### Группа автоморфизмов конечной p-группы
Для групп {\displaystyle p}-автоморфизмов конечной {\displaystyle p}-группы существуют несложные верхние оценки, однако оценки снизу гораздо сложнее. В течение более полувека остаётся открытой следующая гипотеза:
- Пусть {\displaystyle P} является нециклической {\displaystyle p}-группой порядка {\displaystyle |P|\geq p^{3}}, тогда {\displaystyle |P|\leq |Syl_{p}(Aut(P))|}.

Эта гипотеза подтверждена для обширного класса {\displaystyle p}-групп: абелевых групп, для всех групп порядков не более {\displaystyle p^{7}}, групп максимального класса. Однако общего подхода к этой проблеме пока не найдено.

### Гипотеза Хигмена
Дж. Томпсоном была доказана известная теорема, утверждающая, что конечная группа с регулярным автоморфизмом простого порядка {\displaystyle q} нильпотентна.
- Пусть группа {\displaystyle P} обладает регулярным автоморфизмом простого порядка {\displaystyle q}. Тогда её класс нильпотентности равен {\displaystyle cl(P)={\frac {q^{2}-1}{4}}}.

Пока доказаны лишь значительно более слабые оценки: {\displaystyle cl(P)<q^{q}} (Кострикин, Крекнин).

### Ослабленная гипотеза Бернсайда
Гипотеза Бернсайда состояла в том, что если есть группа с {\displaystyle m} образующими и периодом {\displaystyle n} (то есть все её элементы {\displaystyle x} удовлетворяют соотношению {\displaystyle x^{n}=1}), то она конечна. Если это так, обозначим максимальную из этих групп через {\displaystyle B(m,n)}. Тогда все другие группы с таким же свойством будут её факторгруппами. Действительно, как легко показать группа {\displaystyle B(m,2)} является элементарной абелевой 2-группой. Ван дер Варден доказал, что порядок группы {\displaystyle B(m,3)} равен {\displaystyle 3^{\frac {m(m^{2}+5)}{6}}}. Однако, как показали Новиков и Адян, при {\displaystyle m\geq 2} и при любом нечётном {\displaystyle n\geq 4381} группа {\displaystyle B(m,n)} бесконечна.
Ослабленная гипотеза Бернсайда утверждает, что порядки конечных {\displaystyle m}-порождённых групп периода {\displaystyle n} ограничены. Эта гипотеза была доказана Ефимом Зельмановым. Для конечных {\displaystyle p} групп она означает, что существует лишь конечное число {\displaystyle p} групп данной экспоненты и с данным числом образующих.

### Нерегулярные p-группы
Классификация нерегулярных p-групп порядка {\displaystyle p^{p+1}}.